# ژیمناستیک در المپیک تابستانی ۱۹۵۲
ژیمناستیک در بازی‌های المپیک تابستانی ۱۹۵۲ نام رویداد ورزش ژیمناستیک در بازی‌های المپیک تابستانی بود که در سال ۱۹۵۲ برگزار شد. این مسابقات از ۱۵ بخش تشکیل شده بود که ۷ عدد از آن‌ها مربوط به زنان و ۸ عدد از آن‌ها مربوط به مردان بود. تمام مسابقات بین ۱۹ تا ۲۴ ژوئیه در هلسینکی برگزار شد.

## نتایج

### مردان
| بازی‌ها             | طلا | نقره | برنز |
| انفرادی تمام اسباب | ویکتور چوکارین · اتحاد شوروی | هرانت شاهینیان · اتحاد شوروی | یوزف استالدر · سوئیس |
| تیمی تمام اسباب    | اتحاد شوروی (URS) · ولادیمیر بلیاکوف · یوسف بردیف · ویکتور چوکارین · یوگنی کورولکوف · دمیترو لئونکین · والنتین موراتوف · میخائیل پرلمن · هرانت شاهینیان | سوئیس (SUI) · هانس اویگستر · ارنست فیویان · ارنست گبندینر · یاک گونت‌هارد · هانس شوارزنتروبر · یوزف استالدر · ملشیور تالمن · جین چابولد | فنلاند (FIN) · پاوو آلتونن · کالوی لایتینن · اونی لاپالاینن · کاینو لمپینن · برنت لیندفورس · اولاوی رووه · هیکی ساوولاینن · کالوی ویسکاری |
| حرکات زمینی        | ویلیام ثورسن · سوئد | یرژی یوکیل · لهستان تادائو اوساکو · ژاپن                                                                                               | مدال داده نشد |
| بارفیکس            | یاک گونت‌هارد · سوئیس | یوزف استالدر · سوئیس · آلفرد شوارتزمان · آلمان                                                                                         | مدال داده نشد |
| میله پارالل        | هانس اویگستر · سوئیس | ویکتور چوکارین · اتحاد شوروی | یوزف استالدر · سوئیس |
| خرک حلقه           | ویکتور چوکارین · اتحاد شوروی | هرانت شاهینیان · اتحاد شوروی · یوگنی کورولکوف · اتحاد شوروی                                                                            | مدال داده نشد |
| دارحلقه            | هرانت شاهینیان · اتحاد شوروی | ویکتور چوکارین · اتحاد شوروی | دمیترو لئونکین · اتحاد شوروی هانس اویگستر · سوئیس                                                                                         |
| پرش از خرک         | ویکتور چوکارین · اتحاد شوروی | ماسائو تاکموتو · ژاپن | تاکاشی اونو · ژاپن تادائو اوساکو · ژاپن                                                                                                   |

### زنان
| بازی‌ها                   | طلا | نقره | برنز |
| انفرادی تمام اسباب       | ماریا گوروخفسکایا · اتحاد شوروی | نینا بوچاروا · اتحاد شوروی | مارگیت کروندی · مجارستان |
| تیمی تمام اسباب          | اتحاد شوروی (URS) · نینا بوچاروا · پلاگیا دنیلووا · ماریا گوروخفسکایا · اکاترینا کالینچوک · گالینا مینایچوا · گالینا شمرای · گالینا اوربانویچ · مدیا ژوگلی | مجارستان (HUN) · آندره‌آ مولنار-مودو · ایرن داروهازی-کارچیچ · ارژیبت گولیاش-کوتلش · آگنس کلتی · مارگیت کروندی · ادیت پرینی-وکینگر · اولگا تاش · ماریا زالای-کووی | چکسلواکی (TCH) · هانا بوبکووا · آلنا چادیمووا · یانا راباسووا · آلنا ریچووا · ماتیلدا ماتوشکووا-شینووا · بوژنا اسرنکووا · ورا وانچورووا · اوا بوساکووا          |
| چوب موازنه               | نینا بوچاروا · اتحاد شوروی | ماریا گوروخفسکایا · اتحاد شوروی | مارگیت کروندی · مجارستان |
| حرکات زمینی              | آگنس کلتی · مجارستان | ماریا گوروخفسکایا · اتحاد شوروی | مارگیت کروندی · مجارستان |
| پارالل ناهم‌سطح           | مارگیت کروندی · مجارستان | ماریا گوروخفسکایا · اتحاد شوروی | آگنس کلتی · مجارستان |
| پرش از خرک               | اکاترینا کالینچوک · اتحاد شوروی | ماریا گوروخفسکایا · اتحاد شوروی | گالینا مینایچوا · اتحاد شوروی |
| Team, portable apparatus | سوئد (SWE) · کارین لیندبرگ · آن-سوفی پترشون · اوی بریگرن · گون رورینگ · یوتا پترشون · اینگرید ساندال · یوریس نوردین · وانیا بلومبری                        | اتحاد شوروی (URS) · ماریا گوروخفسکایا · نینا بوچاروا · گالینا مینایچوا · گالینا اوربانویچ · پلاگیا دنیلووا · گالینا شمرای · مدیا ژوگلی · اکاترینا کالینچوک      | مجارستان (HUN) · مارگیت کروندی · آگنس کلتی · ادیت پرینی-وکینگر · اولگا تاش · ارژیبت گولیاش-کوتلش · ماریا زالای-کووی · آندره‌آ مولنار-مودو · ایرن داروهازی-کارچیچ |

## جدول مدال‌ها
| رتبه | کشور              | طلا | نقره | برنز | مجموع |
| ۱    | اتحاد شوروی (URS) | ۹   | ۱۱   | ۲    | ۲۲    |
| ۲    | سوئیس (SUI)       | ۲   | ۲    | ۳    | ۷     |
| ۳    | مجارستان (HUN)    | ۲   | ۱    | ۵    | ۸     |
| ۴    | سوئد (SWE)        | ۲   | ۰    | ۰    | ۲     |
| ۵    | ژاپن (JPN)        | ۰   | ۲    | ۲    | ۴     |
| ۶    | لهستان (POL)      | ۰   | ۱    | ۰    | ۱     |
| ۶    | آلمان (GER)       | ۰   | ۱    | ۰    | ۱     |
| ۸    | چکسلواکی (TCH)    | ۰   | ۰    | ۱    | ۱     |
| ۸    | فنلاند (FIN)      | ۰   | ۰    | ۱    | ۱     |